# Dirac (Videoformat)
Dirac ist ein im Mai 2004 von der BBC veröffentlichtes Format für verlustbehaftet komprimierte Videodaten, das eine freie Alternative zu Formaten wie zum Beispiel Microsofts Windows Media Video oder denen der Moving Picture Experts Group darstellen soll. Insbesondere wird darauf geachtet, dass keine von Dritten patentierten Technologien eingesetzt werden.
Dirac wurde am 21. Januar 2008 fertiggestellt. Die Referenz-Implementierung ist in der Programmiersprache C++ geschrieben. Außerdem wurde unter dem Namen Schrödinger ein Projekt gestartet, das eine optimierte und portable Implementierung der Dirac-Spezifikationen zum Ziel hat.
Diese erste Implementierung wurde am 11. März 2008 fertiggestellt und liegt in der Version 1.0 vor.
Der unter der Mozilla Public License 1.1 (MPL) veröffentlichte quelloffene Codec erlaubt die Relizenzierung des Codes unter der Version 2.0 der GNU General Public License (GPL) und unter der Version 2.1 der GNU Lesser General Public License (LGPL).
Um möglichst hohe Kompressionsraten ohne Artefaktbildung zu erreichen, verwendet Dirac – im Gegensatz zu konkurrierenden Formaten wie H.264 – eine diskrete Wavelet-Transformation sowie Techniken wie Motion Compensation und arithmetisches Kodieren, die das Format neben dem niedrigen Speicherverbrauch bei hohen Auflösungen auch für Internetstreaming-Anwendungen geeignet scheinen lassen. Die Bandbreite der Auflösungen reicht von QCIF (176×144 Pixel) bis hin zu HDTV (1920×1080 Pixel) und höher.
Bei der Veröffentlichung war in einer Auflösung von 1920×1080 Bildpunkten von einer Halbierung der Datenrate gegenüber dem MPEG-2-Standard die Rede. Das positioniert Dirac als Konkurrenten zu H.264 und VC-1.
Eine Teilmenge ohne Inter-Kodierung wurde von der Society of Motion Picture and Television Engineers als VC-2 (Standards SMPTE 2042-1-2009 und SMPTE 2042-2-2009) standardisiert.